# Zap Mama
Zap Mama (née Marie Daulne) est une chanteuse belgo-congolaise. Les choristes principales qui accompagnent Zap Mama depuis 1996 sont Lene Norgaard Christensen et Tanja Daese (Saw).
Marie Daulne, alias Zap Mama, est une auteure, compositrice, interprète et enseignante spécialisée dans les polyphonies vocales, née en République démocratique du Congo et élevée à Bruxelles EU. Au début des années 1990, Zap Mama connaît un succès mondial intégrant les musiques du monde dans la culture urbaine occidentale. Avec son quintette féminin, Zap Mama figure au palmarès du Billboard dans la catégorie « Album world » et innove le terme « afropéenne », une façon d'exprimer l'existence de la génération d'afro-descendante et ascendante d'Europe.
Pendant près de trois décennies, Marie Daulne, en carrière solo, construit des ponts musicaux à travers le monde tout en explorant de nombreux genres et cultures éliminant les obstacles. Depuis le jazz, la nu-soul, le funk, le hip-hop, l'afrobeat, le reggae, la pop, les films grand public, les publicités, les projets multimédias indépendants, et de fashion, Marie Daulne est immergée dans tous les aspects de l'évolution de la musique depuis ses débuts. La sortie du dernier album signé par le label américain Heads-Up Concord date de 2009-2010. Depuis, Marie Daulne est revenue s'installer en Europe.

## Biographie

### Jeunesse et débuts (1987–1990)
En 1987, elle s'inscrit dans une école de jazz à Anvers et en 1989, elle crée un groupe de jeunes femmes, Quintet a cappella. Après, en 1991, Marie signe avec le label Crammed Discs sous le nom de Zap Mama et fait paraître un premier album. C'est en 1992 que David Byrne (le chanteur-guitariste de Talking Heads) licencie le premier album de Zap Mama pour les États-Unis et le fait paraître sur son label Luaka Bop (distributeur : Warner), pour les États-Unis, sous le titre "Adventures in Afropean". Le style musical de Zap Mama incorpore une myriade de sons du monde entier, mais surtout ceux de la diaspora africaine, mélangés à des traditions euro-américaines.

### Zap Mama (1991–1995)
En 1991, elle prête son nom Zap Mama pour fonder un premier groupe féminin a cappella. Ce groupe durera quatre années, oscillant entre afro-fusion, chants polyphoniques, afro-reggae a cappella, afro-pop et hip-hop africain, avec des onomatopées principalement africaines. Les autres membres étaient Sylvie Nawasadio, Cecilia Kankonda, Céline ’T Hooft, Sabine Kabongo, Anita Daulne, Fanchon Nuyens, Marie Cavenaile et les Parisiennes Marie Alfonso et Sally Nyolo.
Le succès s’amplifie. Les cinq filles sont demandées sur toutes les scènes, notamment au prestigieux Montreux Jazz Festival, au Northsea Jazz Festival (Pays-Bas), au Womad (Royaume-Uni) et au festival de Glastonbury (Royaume-Uni). Aux États-Unis, le premier album reste onze semaines en tête des ventes du classement « Musiques du monde » du Billboard. Cette année-là, Marie réalise avec son frère des compositions de chant a cappella pour les films Métisse et La Haine de Mathieu Kassovitz. Marie développe son beatbox et améliore ses acrobaties de breakdance en fréquentant le monde du cirque à Paris. En 1993, Marie Daulne vit entre Paris et Bruxelles, donne naissance à sa fille Kesia Quental dont le père Bernard Quental est acrobate à cheval au Théâtre équestre Zingaro et en 1994, elle crée son deuxième album, Sabsylma (Crammed Discs). La nomination aux Grammy Awards dans la catégorie « Meilleur album de musiques du monde » accroît la renommée du groupe. Zap Mama tourne dans toute l'Europe, au Japon, aux États-Unis, invité sur les grandes scènes par les Neville Brothers, Al Jarreau au Carnegie Hall et Bobby Mc Ferrin.

### Carrière solo et succès (1995–2004)
La tournée mondiale se poursuit et reçoit de multiples nominations. Marie décroche un très gros contrat à Los Angeles en tant que directrice musicale et interprète pour un thème publicitaire de Coca-Cola. Elle redistribuera l'argent gagné à construire des puits au Mali. Elle participe au tournage de la vidéo officielle en tant qu’actrice et chanteuse. Une série d'émissions télévisées se succèdent : Sesame Street, Studio 54th, ABC TV, Arsenio Hall Show, Jools Holland, Taratata, BBC News, etc. En 1995, à la fin de la première période, Marie Daulne fait une retraite dans le désert. Puis, en 1996, Marie signe avec une major, la firme Virgin (EMI) ; elle se retrouve seule à l’avant-scène avec un band dans un style plus urbain. Elle collabore avec des célébrités telles que : The Roots (rap), Speech (d'Arrested Development), U Roy (Jamaica), Michael Franti (Spearhead) et Manu Dibango et en 1997 elle débute une tournée des grandes salles aux États-Unis qui passe par le House of Blues  de La Nouvelle-Orléans, à New York, au Hollywood Bowl de Los Angeles, et au Filmore Theatre de San Francisco pour plusieurs concerts tous les concerts sont joués à guichet fermé.
En 1998, elle fait une tournée avec son nouveau groupe en Afrique, en Australie et en Europe du Nord et en 2000, Marie choisit de s’installer aux États-Unis où sa carrière a pris un réel essor. Elle arrange et interprète aux côtés de HANS ZIMMER des musiques pour la bande son du film Mission impossible 2. C'est en 2001 que Marie donne naissance à son fils Zekye Daulne ROGIERS dont le père est Jurgen Rogiers photographe de pratiquement toutes les pochettes de disque de Zap Mama. Marie compose à Philadelphie avec la scène Rap et Nu-Soul (Questlove, Bilal, Common, Talib Kweli). Elle accepte une tournée avec Erykah Badu, Gil scott et Macy Gray. Elle débute les enregistrements de son album suivant. Elle collabore avec le Ballet Oakland et compose des musiques pour différents chorégraphes. Puis en 2004, elle fait son retour en Belgique. Sortie du nouvel album Ancestry In Progress, toujours sous le nom de Zap Mama.

### Évolution vers un nouveau plateau artistique (2005–2021)

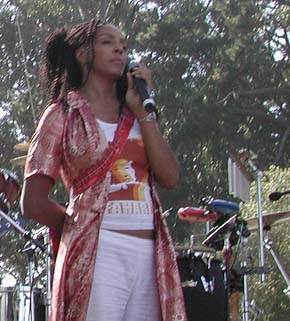
Marie Daulne, fondatrice, compositrice et directrice artistique de Zap Mama.

En 2005, le Woman Tour passe par les États-Unis et l'Europe. Stevie Wonder est présent et vient jammer avec Marie à l’after-party du concert au Hollywood Bowl qui programmait Seal et Zap Mama et en 2007, Zap Mama est également présente sur l'album nommé et gagnant aux Grammy Awards Long Walk to Freedom de la formation sud-africaine Ladysmith Black Mambazo. C'est en 2008, qu'elle apparaît sur l'album de Sérgio Mendes produit par Will.i.am des Black Eyed Peas. Sortie de l'album Supermoon où figurent les meilleurs musiciens new-yorkais. On y retrouve Meshell Ndegeocello, David Gilmore, Arno et les Chœurs de l’Opéra national de la Monnaie à Bruxelles. Plus intime, l'album semble faire la synthèse des différentes expériences vécues par Zap Mama depuis 15 ans. En 2009, Marie enregistre au Brésil l'album ReCreation. L'artiste G. Love y apparaît sur le single Drifting et elle reprend le titre Parole parole de Dalida avec son ami Vincent Cassel. L’album est nommé aux NAACPS Awards, et interprété pour l'ouverture du Soul Train Awards (BET).
Entre 2010 et 2011, Marie tente un nouveau défi, elle relance le mouvement afro-européen et est déclarée « Ambassadrice afro-européenne ». Marie chante, suspendue à 10 mètres du sol dans des grands galas pour l’Union européenne et pour Best of Belgium réunissant les grandes joueuses de tennis Serena Williams et Kim Clijsters. Elle redécouvre le plaisir d'interpréter les plus belles compositions d’autres artistes. La diva interprète un répertoire de chants francophones, anglophones, latins et africains. Marie, stylée « Haute Couture », crée et dégage sur scène une énergie puissante, souvent inspirée de personnages de peintures comme dans Le Baiser de Klimt, L'Égyptienne de Picasso, Femme à la robe bleue de Matisse, Fluo Pop Art d'Andy Warhol ou d’une chanteuse sortie du film Casablanca remixée à sa façon. Ce spectacle convient pour les catégories VIP et VVIP des grands galas et des grands évènements d’entreprises. En 2012, Marie Daulne compose des albums : Eclectic Breath (volume 1) et Flashback to the Present (volume 2) dont les sorties sont prévues en 2013 et 2014 mais elle ne les sortira pas.
En 2013, Zap Mama offre un concert gala pour célébrer les vingt ans de care.org à Atlanta. Elle est chanteuse invitée par le groupe de reggae Sly and Robbie, rencontre qui se prolonge par une collaboration en studio sur 3 titres du volume 1 Eclectic Breath. Zap Mama fait une apparition à Los Angeles pour l'évènement de That 70’s Soul !, célébration des légendes de la soul. Au cours de l'année, Zap Mama continue ses nombreux concerts aux États-Unis, le Mexique, la Russie et l'Europe. En 2014, elle retourne en studio. Le décès de sa mère bouscule Marie, elle décide de ré-enregistrer tous les chants solos et de modifier les paroles de certaines de ses compositions. En 2015, elle fait un enregistrement travaillé dans son studio, devient invitée de Life Ball Vienne (grand évènement européen), fait une tournée aux États-Unis (six semaines) avec le groupe new-yorkais Antiballas, et est invitée en 2015 pour une cérémonie à Bratislava.
En 2016, Zap Mama finalise son 8e album Eclectic Breath, spécial 25e année de carrière de Zap Mama qui sortira en numérique en 2018. Marie propose sa marque de fabrique le groove vocal. (a cappella de la nouvelle génération). Avec cet album, Marie dit : « Tout le monde a une voix, un son vocal qui doit être entendu ». Zap Mama introduit un nouveau concept, Flash Mob Vocal Concert. Marie invite le public à se joindre au répertoire de Zap en chantant comme un chœur tout en étant public. Il s'agit de l'unité de l'ingéniosité musicale. Marie propose également des classes de groove vocal, au Bénin, États-Unis, Danemark Belgique, Hollande pour encourager les fans et les amateurs de chant à groover avec leur voix.

### Odyssée(depuis 2022)
En 2022, Zap Mama revient avec Odyssée, un album résolument moderne, ouvert sur le monde, écrit entièrement en français et dans lequel elle défend le concept d'Afropéanité. « Dans notre pays, contrairement aux États-Unis, l'histoire belgo-congolaise n'est pas documentée : nous devons aller à la recherche des héros méconnus. » 
Pour les textes, Daulne a pu compter sur l'aide de son frère Jean-Louis Daulne et de Salvatore Adamo. Daulne atteint un âge où l'héritage est essentiel. L'engagement humanitaire de Daulne inclut le soutien à un héros vivant, le Dr Mukwege, lauréat du prix Nobel 2018.
La même année, Daulne se rend à Goma et Bukavu où elle anime des ateliers de thérapie vocale ethnique, compose et enregistre de la musique avec de jeunes femmes, et apporte un soutien psychologique pour la réintégration socio-économique des survivantes traitées par le Dr Denis Mukwege. Daulne sera de retour après la diffusion du documentaire de Thierry Michel sur la chaîne RTBF Belgique, qui assemble les pièces d'un puzzle complexe de guerres successives impliquant des centaines de groupes armés, certains congolais, d'autres étrangers, coupables de crimes de masse dont les principales victimes sont les femmes. Au Congo, le viol est devenu une arme de guerre, touchant désormais plusieurs générations de victimes. Et cela continue jusqu'à ce jour. Un débat animé par Nathalie Maleux fera le point sur la situation en République démocratique du Congo. Il réunira le réalisateur du documentaire, Thierry Michel, des experts en droit international, géopolitique et droits de l'Homme, Marie Daulne de Zap Mama, ainsi que Bernard Cadière, chirurgien à l'Hôpital Saint-Pierre et bras droit du Dr Mukwege.
En 2023, Daulne compose la musique originale de l'épisode Enkai (Ng'endo Mukii, Kenya) de la série Kizazi Moto (« génération feu »). Cette anthologie animée, pleine d'action, puise dans les riches et diverses histoires et cultures du continent africain pour présenter dix récits de science-fiction et de fantasy mettant en scène des mondes audacieux et courageux, mêlant technologies avancées, extraterrestres, esprits et monstres. Daulne poursuit son voyage musical en offrant une expérience thérapeutique à travers sa sortie numérique en ligne intitulée Day by Day. Cette musique bien-être intègre des affirmations qui visent à élever et inspirer les auditeurs.
En 2024, Marie Daulne prête sa voix au rôle d'Andrée Blouin dans le film documentaire Bande-son pour un coup d'État, réalisé par Johan Grimonprez et présenté au Festival du film de Sundance 2024. Ce film, produit par Zap O Matik, est nommé dans la catégorie « meilleur documentaire » à la 97e édition des Oscars en 2025. Zap Mama attire l'attention des médias pour son apparition remarquée sur le tapis rouge, arborant une tenue porteuse d’un message politique en soutien au Congo, reprise notamment par The New York Times, BBC, Huffington Post, WBAL-TV et Euronews. La même année, Zap Mama célèbre ses 30 ans de carrière avec deux concerts exceptionnels produits par Green House Talent : l'un à l’Ancienne Belgique à Bruxelles, l'autre au Roma d'Anvers, avec des invités prestigieux issus de la diaspora belge, dont Selah Sue, K.Zia, Coely et Fredy Massamba. En 2025, elle présente un nouveau concept de concert intitulé Ancestry in Motion, un spectacle collaboratif avec sa fille K.Zia, ayant pour fil conducteur l’amour et la connexion intergénérationnelle, en tournée à travers l’Europe.
Marie Daulne fait officiellement ses débuts en tant qu'actrice de théâtre en 2025, en se produisant au Théâtre royal flamand de Bruxelles dans la pièce multilingue Amour/Liefde, mise en scène par Pitcho Konga Wamba. Aux côtés de quatre autres comédiennes, cette production s'inspire de L'Amour est très surestimé (2007), un recueil de nouvelles de l'autrice franco-algérienne Brigitte Giraud.

## Terme d'«afropéens»
Issue de générations de femmes du triangle « Europe - Afrique - Caraïbes », Marie Daulne évolue au sein de ces communautés « Afro » d’Europe, nourrie de sons métissés des années 1990 à savoir Rumba/ Afrobeats/ Zouk/ chanson française, funk, RnB voire du rock. Le terme « Afropéens » naissait dans les années 1990 pour distinguer les afro-descendants d'Europe. Parallèlement, cette « communauté » s’efforçait d'être reconnue comme une nouvelle proposition artistique. Pour Zap Mama, la musique fut le médium idéal pour faire évoluer les mentalités, distiller un message de manière sonore, utiliser ce monde invisible pour se faire voir. En 2021, une nouvelle génération s'empare du mot « afropéen ».
Marie Daulne, fondatrice, compositrice et directrice artistique de Zap Mama, dit que sa mission est de faire valoir la richesse de la multiculturalité marque la présente des afros de l'Europe en créant un style de musique Afro-Européens (afropéen) et de rapprocher les deux cultures africaine et européenne. Daulne puisse son inspiration dans la musique polyphonique et harmonique avec un mélange fortement imprégné de culture africains, de RnB et de hip-hop. Daulne met l'accent sur la voix dans toute sa musique, car elle dit « la voix est un instrument en soi ».

## Collaborations
Au fil de sa carrière, Zap Mama collabore avec de nombreux artistes de prestige, listés ci-dessous. Zap Mama a publié et signé de nombreuses compositions et a ainsi élargi les influences musicales au-delà des frontières et des styles, inspirant plusieurs générations à prendre conscience des différences entre intégration et assimilation d'une culture et à considérer leur patrimoine culturel comme une source de créativité en dehors de l'optique occidentale.
Zap Mama célèbre ses 25 ans en partageant ses connaissances avec des universités, des musées, des centres civiques, des événements d'entreprise, des centres spirituels et des chorales. En plus de ses activités musicales, Marie Daulne travaille avec des organisations militantes et humanitaires : Médecins sans frontières, Amnesty International, et Care.org ont utilisé sa musique et ses vidéos pour sensibiliser le public. Elle a également été invitée à prendre la parole lors des Journées européennes du développement (EDD) 2018.

## Discographie

### Albums studio
- 1991 : Zap Mama
- 1993 : Adventures in Afropea 1
- 1994 : Sabsylma
- 1997 : Seven
- 1999 : A Ma Zone
- 2004 : Ancestry in Progress
- 2007 : Supermoon
- 2009 : ReCreation
- 2018 : Eclectic Breath
- 2022 : Odyssée

### Collaborations
- 1996 : Dana Bryant, Food sur Wishing from the Top
- 1997 : Maria Bethânia, Glytzy sur Ambar
- 1997 : King Britt, Poetry Man sur Seven
- 1997 : U Roy, New World sur Seven
- 1999 : Boyd Jarvis, Alibokolijah sur Alibokolijah
- 1999 : Black Thought, Rafiki sur A Ma Zone (1999)
- 1999 : The Roots, Act Won (Things Fall Apart) sur Things Fall Apart
- 2001 : DJ Krush, Danger of Love sur Zen
- 2002 : Common, Ferris Wheel sur Electric Circus
- 2003 : Erykah Badu, Bandy Bandy sur Ancestry in Progress ; et Bump It sur Worldwide Underground (2003)
- 2004 : Scratch, Wadidyusay? sur Ancestry in Progress
- 2004 : Questlove, Bahamadia, et Lady Alma, Show Me the Way sur Ancestry in Progress
- 2002-2004 : Common, Talib Kweli, et ?uestlove, Yelling Away, Soundbombing III /Ancestry in Progress
- 2005 : Carl Craig, Bandy Bandy sur Luaka Bop Remixes
- 2006 : Ladysmith Black Mambazo, Hello to My Baby sur Long Walk to Freedom
- 2007 : Arno, Toma Taboo sur Supermoon et Brussels Mabel sur Arno
- 2007 : David Gilmore, Toma Taboo sur Supermoon
- 2007 : Tony Allen, African Diamond sur ReCreation et 1000 Ways sur Supermoon
- 2008 : Sérgio Mendes, Waters of March sur Encanto
- 2008 : Kery James, Après la pluie sur À l'ombre du show business
- 2014 : Google Doodle pour la Journée internationale des femmes (2014)
- 2009 : G. Love, Drifting sur ReCreation
- 2009 : Vincent Cassel, Paroles Paroles et Non Non Non sur ReCreation
- 2007 : Bilal, Sorrow, Tears and Blood sur Love for Sale (2001–2003)
- 2009 : Speech of Arrested Development, I Wonder sur The Grown Folks Table (2009) ; Each Step Moves Us On 1 Giant Leap 2 Sides 2 Everything Soundtrack (2008) et W'happy Mama sur A Ma Zone (1999)
- 2008 : Alanis Morissette, Arrival sur1 Giant Leap 2 Sides 2 Everything Soundtrack (2008)
- Michael Franti, High Low sur All Rebel Rockers (2009) ; Hey Brotha sur Supermoon (2007) ; Listener Supporter sur Stay Human (2001) ; Poetry Man et Baba Hooker sur Seven (1997)

### Bande-son
(juin 2024).
- Metisse/Cafe au Lait ("Take Me Coco")
- EA Sports' FIFA 10 ("Vibrations")
- So You Think You Can Dance ("Take Me Coco," "Moonray" and "W'happy Mama")
- Cashmere Mafia ("1000 Ways")
- Brothers & Sisters ("Supermoon")
- MTV's Road Rules ("Rafiki")
- MTV's 9th Annual Music Awards ("Iko Iko")
- Sesame Street ("Brrrlak")
- The Man ("Bandy Bandy")
- The God Who Wasn't There ("A Way Cuddy Dis")
- In the Cut ("Allo Allo")
- Tortilla Soup ("Call Waiting")
- Mission: Impossible 2 ("Iko Iko")
- La Haine ("J'attends," "Discussion," and "Songe")
- Elle Magazine commercial ("Sweet Melodie")
- Mercedes-Benz commercial ("Din Din")
- Nokia 7250 commercial ("Take Me Coco")
- BMW commercial ("Danger of Love")
- Fiat commercial ("Allo Allo")
- Where in the World Is Carmen Sandiego? ("Brrrlak")